# 권지현
권지현(權知賢, 1975년 11월 28일 ~ )은 대한민국의 수필가이다.

## 생애
1975년 대한민국 부산광역시에서 출생하였다. 동래고등학교를 졸업한 후 경성대학교에서 법학을 전공하였으며 한겨레교육문화센터에서 웹 저널리스트와 자유기고가 과정을 수료하였다. 중학교 시절부터 인생과 사람에 대한 흥미를 느끼고 글쓰기를 시작했으며 2003년부터 블로그를 운영하면서 삶에서 얻은 생각들을 연재하고 있다. 2008년에는 올블로그 티페이퍼 6호에서 추천 블로그로 선정 되었으며 2009년에는 블로그의 내용을 엮어〈당신의 개똥철학을 가져라〉
를 출간하였다.

## 작품

### 에세이
- 당신의 개똥철학을 가져라 - 2009년